# Andrea Corsini
Andrea Corsini (auch Andreas Corsini) (* 30. November 1301 in Florenz; † 6. Januar 1374 in Fiesole) war Bischof des Bistums Fiesole. Er wird in der katholischen Kirche als Heiliger verehrt.

## Leben
Andrea Corsini entstammte der aristokratischen Familie Corsini aus Florenz und wurde als eines der zwölf Kinder von Niccolò Corsini und Gemma degli Stracciabende geboren. Im Alter von fünfzehn Jahren trat er dem Orden der Karmeliten in Florenz bei. 1324 empfing er die Priesterweihe und wurde nach Paris entsandt, um an der Sorbonne zu studieren, danach studierte er in Avignon. Nachdem er 1347 nach Florenz zurückgekehrt war, brach dort eine Pestepidemie aus. Angesichts seiner – ungeachtet der Ansteckungsgefahr – furchtlosen Seelsorge unter den Kranken begann das Volk ihn für einen Propheten und Wundertäter zu halten. Im Jahre 1348 wurde er während des Generalkapitels seines Ordens in Metz zum Provinzial für die Toskana ernannt. Dieses Amt bekleidete er zwei Jahre lang (1348–1349).
Papst Clemens VI. ernannte ihn am 13. Oktober 1349 als Nachfolger des an Pest gestorbenen Fuligno Carboni zum Bischof von Fiesole. Seine asketische Strenge und seine absolute Hingabe an seinen Dienst war nicht von allen gut gelitten. Er war energisch, dabei mitfühlend und zugleich ein guter Verwalter und Richter. Mehrfach gelang es ihm, in verschiedenen italienischen Städten die um die Macht kämpfenden Parteien miteinander zu versöhnen. Daraufhin wurde er wieder und wieder als Friedensstifter angerufen, u. a. 1370 in Bologna. Unermüdlich besuchte er 24 Jahre lang die Pfarreien seines Bistums, die Krankenhäuser und die Hospize, um den Armen zu helfen. Er erneuerte und baute Kirchen, bekämpfte Betrug und Verstöße gegen den Zölibat. 1372 gründete er die Priesterbruderschaft von der Hl. Dreifaltigkeit, auch Rosenkranzbruderschaft der Hl. Dreifaltigkeit genannt.
Andrea Corsini starb im Alter von 72 Jahren am Tag der Erscheinung des Herrn (Epiphanias). Er wurde in Florenz in der Familienkapelle der Corsini in Santa Maria del Carmine begraben.

## Verehrung
Nach seinem Tod begannen die Gläubigen, Andrea Corsini wegen der vielen ihm zugeschriebenen Wunder als Heiligen zu verehren; die kirchliche Hierarchie musste dies zulassen. Papst Eugen IV. sprach ihn 1435 selig. Fünf Jahre später schrieben die Florentiner ihren Sieg in der Schlacht von Anghiari am 29. Juni 1440 gegen das Heer des Herzogtums Mailand dem wundersamen Eingreifen des seligen Andrea Corsini zu. 1652 ließ der spätere Papst Clemens XII. (Lorenzo Corsini) in der Basilica San Giovanni in Laterano in Rom einen Altar für seinen heiligen Vorfahren errichten. Die Heiligsprechung durch Papst Urban VIII. erfolgte am 22. April 1629.
An seinem Todestag findet in Florenz alljährlich eine feierliche Reliquienprozession statt.
Sein Gedenktag war zunächst der 6. Januar, an dem die katholische Kirche das Fest der Epiphanie feiert. Papst Alexander VII. verlegte sein Gedenktag auf den 4. Februar. Die polnische Kirche und der Karmeliterorden gedenken des Heiligen am 9. Januar.